# 西本伴子
西本 伴子（にしもと ともこ）は、日本出身の国際公務員。国際連合環境計画地域協力局長を経て、国際労働機関事務局長補兼アジア太平洋地域総局長。

## 人物・経歴
大阪府大阪市出身。神戸大学卒業。上智大学大学院修了。国連開発計画ジュニア・プロフェッショナル・オフィサー、国際連合開発計画レソト駐在代理補、国際連合開発計画スワジランド駐在代表代理、国際連合児童基金ザンビア事務所プログラムコーディネーター、国際連合児童基金ザンビア事務所副代表等を経て、2010年国際連合環境計画地域協力局長。2015年から国際労働機関事務局長補兼アジア太平洋地域総局長として、アジア太平洋地域における国際労働機関活動の指揮にあたった。

## 訳書
- 『DO’S AND TABOOS海外「べし&べからず」集』講談社 1986年